# بشارت، قبادلی
آموتغ (ارمنی: Ամուտեղ، بشارت (ترکی آذربایجانی: Başarat) یک منطقهٔ مسکونی در جمهوری آرتساخ است که در استان کاشاتاق واقع شده‌است.